# Leon County, Texas
Leon County är ett administrativt område i delstaten Texas, USA. År 2000 hade countyt 15 335 invånare. Den administrativa huvudorten (county seat) är Centerville.

## Geografi
Enligt United States Census Bureau har countyt en total area på 2 797 km². 2 776 km² av den arean är land och 21 km² är vatten.

### Angränsande countyn
- Freestone County  (nord)
- Anderson County  (nordöst)
- Houston County  (öst)
- Madison County  (syd)
- Robertson County (väst)
- Limestone County  (nordväst)

## Städer och samhällen
- Buffalo
- Centerville
- Jewett
- Leona
- Marquez
- Normangee (delvis i Madison County)
- Oakwood (delvis i Freestone County)